# Edmond (filme)
Edmond ("Submundo", no Brasil) é um filme de drama norte-americano de 2005, dirigido por Stuart Gordon.
O filme conta a história de Edmond (William H. Macy) cansa-se da sua rotina diária, e resolve partir para o submundo, caindo em aventuras que envolvem sexo e morte.

## Elenco
- William H. Macy - Edmond
- Rebecca Pidgeon -	Esposa
- Joe Mantegna - Homem no bar
- Denise Richards - B-Girl
- Bai Ling - Dançarina
- Dulé Hill - Espertalhão
- Debi Mazar - Matron
- Mena Suvari - Prostituta
- Jeffrey Combs - Recepcionista
- Julia Stiles - Glenna
- Dylan Walsh - Interrogador
- Bokeem Woodbine - Prisioneiro
- Vincent Guastaferro - Gerente do clube